# Tonnant (1880)
«Тоннан» — броненосець берегової оборони типу «Томпет» (які технічно були брустверними моніторами), побудований для ВМС Франції наприкінці XIX  століття.

## Конструкція
Для того, щоб успішно протистояти новим німецьким броненосцям типу «Заксен», його конструкція відрізнялася від інших представників типу (у звязку з чим може розглядатися і як унікальний корабель). Крім певного збільшнення розмірів та зростання надбудови, найбільш помітною відміністю стало розміщення двох гармат головного калібру не у єдиній башті, як у інших кораблях типу, а по одній на кормі та на носі.   

## Історія служби
Будівництво «Тоннан» почалося на військово-морській верфі Рошфора 12 лютого 1875 року. Він був спущений на воду 16 жовтня 1880 року, а потім дооснащений до 8 березня 1885 року.
Призначений для захисту узбережжя Франції, корабель не брав участі у значних подіях аж до того моменту, поки  його виключили зі списків флоту у 1902 році, а потім утилізували в 1903 році.